# Нарушенный завет (фильм, 1948)
«Нарушенный завет» (яп. 破戒, Хакай; англ. Apostasy) — чёрно-белый фильм-драма режиссёра Кэйсукэ Киноситы, вышедший на экраны 30 ноября 1948 года, экранизация одноимённого романа Тосона Симадзаки (1872—1943), который вышел в 1904—1905 годах и принес ему национальную славу.

## Сюжет
Начало XX века. Молодой школьный учитель Усимацу Сэгава принадлежит к низшей касте «буракумин» (касте неприкасаемых). На похоронах своего отца он пообещал своим землякам, что в городе, где живёт и работает, будет скрывать своё происхождение, дабы занять достойное положение в обществе. Однако в школе нашёлся человек, который узнал правду о происхождении Усимацу и доложил об этом на школьном совете. Усимацу перед всеми собравшимися признал факт своего низкого происхождения и ушёл из школы, преисполненный порывом отныне вести борьбу за социальные права в японском обществе.

## В ролях
- Рё Икэбэ — Усимацу Сэгава
- Ёко Кацураги — Осио
- Осаму Такидзава — Рэнтаро Иноко
- Дзюкити Уно — Цутия
- Масао Симидзу — чиновник муниципалитета
- Ёси Като — школьный инспектор из округа
- Эйтаро Одзава — Такаянаги
- Эйдзиро Тоно — директор школы
- Каппэй Мацумото — дядя Усимацу
- Кэндзи Сусукида — отец Усимацу
- Ясуси Нагата — член городского совета
- Тиэко Хигасияма — жена священника
- Сатико Мурасэ — жена Иноко
- Итиро Сугай — Кадзима
- Акира Ямаути — Бумпэй Кацуно

## Награды
Кинопремия «Майнити» (1949)
- Премия за лучшую мужскую роль второго плана — Дзюкити Уно